# Emesis elegia
Emesis elegia is een vlindersoort uit de familie van de prachtvlinders (Riodinidae), onderfamilie Riodininae.
Emesis elegia werd in 1929 beschreven door Stichel.